# Праус, Себастьян
Себастьян Праус (нем. Sebastian Praus; род. 31 августа 1980) — немецкий шорт-трекист, призёр чемпионата мира 2010 года, а также шестикратный призёр чемпионата Европы 2002, 2004, 2005, 2006, 2007 и 2010 года. Участник зимних Олимпийских игр 2006 и 2010 года.

## Спортивная карьера
Себастьян Праус родился в городе Дрезден, Германская Демократическая Республика. Тренировался на базе клуба «EHC Klostersee», Графинг-бай-Мюнхен. Праусу принадлежат два рекорда Германии на соревнованиях по шорт-треку. Первый он установил 16 декабря 2007 года в забеге на 3000 м — 4.42,958. Второй был установлен им 9 февраля 2008 года в забеге на 1500 м — 2.11,581.
Первую медаль на соревновании международного уровня Праус выиграл во время чемпионата Европы по шорт-треку 2002 года во французском городе — Гренобль. Его команда в мужской эстафете на 5000 м с результатом 7:33.232 выиграла бронзовые медали, уступив первенство соперникам из Бельгии (7:22.452 — 2-е место) и Италии (7:20.752 — 1-е место).
Последняя в его карьере медаль была получена во время чемпионата Европы по шорт-треку 2010 года в родном для него — Дрездене. Команда немецких шорт-трекистов в мужской эстафете на 5000 м с результатом 6:45.256 выиграла серебряные медали, уступив первенство забега спортсменам из Италии (6:45.195 — 1-е место), обогнав при этом конкурентов из Великобритании (6:47.691 — 3-е место).
На зимних Олимпийских играх 2010 года Херрман был заявлен для участия в забеге на 1500 и эстафете на 5000 м. 13 февраля 2010 года он завершил своё выступление в забеге на 1500 метров (общий зачёт — 11-е место). В полуфинальном забеге второй группы с результатом 2:16.240 он финишировал третьим. В следующий раунд прошли спортсмены из Южной Кореи и Китая.